# کارلوس مارتینز (بازیکن فوتبال، زاده اوت ۱۹۸۹)
کارلوس مارتینز (انگلیسی: Carlos Martínez؛ زادهٔ ۲۹ اوت ۱۹۸۹) بازیکن فوتبال اهل اسپانیا است.
از باشگاه‌هایی که در آن بازی کرده‌است می‌توان به باشگاه فوتبال کادیس و باشگاه فوتبال سودووا اشاره کرد.